# Mejelle
El Mecelle-i Ahkâm-ı Adliye (turc otomà: مجلۀ احكام عدلیە) o, senzillament, Mecelle, era el codi civil de l'Imperi Otomà cap al canvi al segle xx. Va ser el primer intent per part d'un estat islàmic de codificar una codi legislatiu basat en la xaria.

## Nom
El nom turc prové de l'àrab: مجلة الأحكام العدلية, Majallat al-Aḥkām al-ʿAdliyya.
Mecelle, que és la forma turca moderna, es pot trobar també transcrita com Mejelle, Majalla, al-Majalla, Medjéllé, Medjelle o Meğelle.

## Història
El codi va ser preparat per una comissió encapçalada per Ahmed Jevdet Paixà, que incloïa un gran equip d'acadèmics, entre els anys 1869 a 1876 i emès en setze volums —que contenien 1.851 articles—, va entrar en vigor l'any 1877. En la seva estructura i enfocament estava clarament influït per les codificacions europees anteriors. Cobrint la majoria de les àrees del dret civil, va eximir el dret de família, que va continuar sent un domini de la jurisprudència religiosa. Ha estat elogiat com el primer intent reeixit de convertir Hanafi fiqh, en codi civil legal comprensible per al llec i no només per als estudiosos.
El codi es basava en la tradició legal Hanafi que gaudia d'un estatus oficial a l'Imperi, posat en forma de codi europeu. Tanmateix, utilitzant el mètode de preferència (tahayyur), també va incorporar d'altres opinions legals que es van considerar més apropiades per al moment, també de persones que no eren Hanafis.
Com la Mejelle finalment es va aplicar en els tribunals seculars (nizamiye) i en els tribunals de Sharia de l'Imperi, els jueus i els cristians van ser sotmesos per primera vegada a la llei islamita en lloc de la seva pròpia llei, però ara podien ser nomenats com a testimonis al tribunal.
Després de la dissolució de l'Imperi Otomà i de la Primera Guerra Mundial, la Mejelle va romandre com una influència duradora a la majoria dels seus estats successors —excepte a Egipte, on mai no va vigir. La Mejelle va ser duradora en la majoria dels llocs, ja que va ser efectiva, coherent i difícil de desfer. Es va mantenir en vigor:
- a Turquia fins a 1926, quan va ser reemplaçat pel Codi Civil turc
- a Albània fins a 1928
- a Líban fins a 1932
- a Síria fins a 1949
- a l'Iraq fins a 1953
- a Xipre fins a la dècada de 1960
- al Mandat Britànic de Palestina i, més tard, a Israel formalment fins a 1984, encara que les lleis individuals l'ho havien reemplaçat gradualment durant el Mandat Britànic, així com a les dècades de 1960 i 1970.[6]

La Mejelle també va continuar sent la base del dret civil a Jordània i Kuwait.